# كيراتي كياوسومبات
كيراتي كيفسومبات (بالتايلندية: กีรติ เขียวสมบัติ)، من مواليد 12 يناير 1987، لاعب كرة قدم تايلندي.
و هو يلعب مع نادي نادي هيئة الكهرباء التايلندي من عام 2010.
و هو يلعب مع منتخب تايلند لكرة القدم.

## روابط خارجية
- كيراتي كياوسومبات على موقع قاعدة بيانات كرة القدم.إي يو (الإنجليزية)
- كيراتي كياوسومبات على موقع ناشيونال فوتبول تيمز (الإنجليزية)
- كيراتي كياوسومبات على موقع Soccerway.com (الإنجليزية)
- كيراتي كياوسومبات على موقع عالم كرة القدم.نت (الإنجليزية)